# Micul scăldător
Micul scăldător (în franceză Le Petit Baigneur) este un film de comedie franțuzesc din 1968, regizat și scris de Robert Dhéry, cu Louis de Funès și Andréa Parisy în rolurile principale. Filmul este cunoscut sub titlurile: "The Little Bather" (titlu internațional în engleză), "The Mad Adventures of the Bouncing Beauty" (titlu alternativ în engleză), "Sálvese quien pueda" (Spania), "Der kleine Sausewind" sau " Balduin, der Trockenschwimmer "(Germania de Vest), „Si salvi chi poate "(Italia), "Mały pływak" (Polonia) sau  "Мали купач" „Mali kupač” (în Serbia, Croația, Bosnia și Herțegovina și Muntenegru). 

## Distribuție
- Louis de Funès : Louis-Philippe Fourchaume
- Robert Dhéry : André Castagnier
- Andréa Parisy : Marie-Beatrice Fourchaume, soția lui Louis-Philippe
- Colette Brosset : Charlotte Castagnier, sora lui André
- Franco Fabrizi : Marcello Cacciaperotti
- Jacques Legras : L’abbé Henri Castagnier, un frate al lui André
- Michel Galabru : Scipion, cumnatul lui André
- Pierre Tornade : Jean-Baptiste Castagnier, un frate al lui André
- Henri Génès : Iosif
- Roger Caccia : Rémi Vigoret (organistul bisericii)
- Pierre Dac : ministru
- Robert Rollis : Marinar

## Lansare
Filmul a fost difuzat în România începând din februarie 1972.

## Recepție
Filmul a avut cele mai mari încasări în Franța în 1968. 